# Herpesviridae
Herpesviridae é uma grande família de vírus DNA que causam doenças em animais, incluindo seres humanos. Os membros desta família também são conhecidos como herpesvírus. O nome da família é derivado da palavra grega herpein ("rastejar"), referindo-se a infecções latentes e recorrentes, típicas deste grupo de vírus. Os herpesviridae podem causar infecções latentes ou líticas.
Pelo menos cinco espécies de Herpesviridae--HSV-1, que provoca feridas faciais no frio, o HSV-2 (herpes genital), vírus varicela-zóster, o que provoca varicela e herpes zoster, vírus de Epstein-Barr, que provoca mononucleose (febre glandular) e citomegalovírus—são extremamente difundidas entre os seres humanos. Mais de 90% dos adultos foram infectadas com pelo menos um deles, e de uma forma latente do vírus permanece na maioria das pessoas. Há oito tipos de vírus da herpes: Herpes simplex vírus 1 e 2, vírus varicela-zoster, EBV (Epstein-Barr), citomegalovírus humano, herpesvírus humano 6, herpesvírus humano 7 e sarcoma de Kaposi associado ao herpesvírus. Há mais de 130 herpesvírus, e alguns são de mamíferos, aves, peixes, répteis, anfíbios e moluscos.

## Estrutura viral
Caracterizam-se pela sua capacidade de infectar activamente as células alvo ou então ficar quiescente, como dormente dentro delas sem as destruir e sem ser detectado. As subfamílias de herpesvirus são:
- Alfa-herpes-vírus
  - Vírus Herpes Simplex 1 e 2 (HSV-1 e HSV-2) - Causadores da doença vulgarmente conhecida por Herpes.
  - Vírus da Varicela-zoster (HHV-3, Human Herpesvirus-3), também conhecido por catapora-zoster no Brasil (ver Herpes-zóster).
- Beta-herpes-vírus
  - Citomegalovírus (ou HCMV, Human Cytomegalovirus, ou HHV-5, Human Herpesvirus-5) - Causa um tipo de mononucleose infecciosa.
  - Herpesvírus 6 e 7 (HHV-6 e HHV-7, Human Herpesvirus-6 e 7) - Causa da doença infantil infecciosa roséola.
- Gama-herpes-vírus
  - Vírus Epstein-Barr (HHV-4) - Causa a doença do beijo ou mononucleose infecciosa. Envolvido na patogénese de alguns cancros, como o linfoma de Burkitt e o carcinoma nasofaringeal.
  - Herpesvírus-8 (HHV-8, Human Herpesvirus-8, ou KSHV, Kaposi's Sarcoma-associated Herpesvirus) - Vírus que pode causar sarcoma de Kaposi (hemangiossarcoma, ou seja, tumor maligno de vasos sanguíneos)

Alguns destes vírus são neurotrópicos e podem causar encefalites, outros são linfotrópicos e causam por vezes distúrbios do sistema imunitário raramente levando a linfomas. Causam infecções graves em imunodeficientes como na SIDA/AIDS.